# Степаненко Сергій Васильович
Степаненко Сергій Васильович (1982 р.н., с.м.т. Нововоронцовка, Херсонська область, Україна) – доктор наук з державного управління, доцент, професор кафедри адміністративно-правових дисциплін інституту права та безпеки 
Одеського державного університету внутрішніх справ (Одеса).

## Життєпис
Народився у 1982 році у с.м.т. Нововоронцовка Херсонської області.

### Здобуття вищої освіти
1999 – 2003 рр. – закінчив Херсонський державний технічний університет і отримав базову вищу освіту за напрямом підготовки «Економіка і підприємництво» (Херсон).
2003 – 2004 рр. – закінчив Херсонський державний технічний університет і отримав повну вищу освіту за спеціальністю «Облік і аудит». (Херсон).
2004 – 2005 рр. – магістратура Харківського національного економічного університету імені Семена Кузнеця (спеціальність – державна служба, спеціалізація «Економіка») (Харків).
2018 – 2020 рр. – магістратура Національного юридичного університету імені Ярослава Мудрого (спеціальність – «Досудове розслідування в кримінальному процесі») (Харків).

### Трудова діяльність
16.01.2006 – 31.03.2006 рр. – економіст 1-ї категорії в державному закладі «Поліклініка №1» Державного управління справами Президента України (Київ).
25.10.2006 – 26.04.2007 рр. – керівник проєкту ТОВ Фоззі Груп. (Київ).
10.06.2007 – 06.07.2009 рр. – працював в Міністерстві регіонального розвитку та будівництва України (куратор Харківської та Сумської областей) (Київ).
07.07.2009 – 15.10.2010 рр. – працював в Міністерстві охорони навколишнього природного середовища України (Державна служба заповідної справи) (Київ).
19.05.2015 – 02.03.2016 рр. – головний економіст Публічного Акціонерного Товариства «Трест-Житлобуд-1» (Харків).
27.12.2019 – 30.03.2021 рр. – голова Савранської районної державної адміністрації Одеської області.
27.04.2022 – 23.05.2023 рр. – голова правління Благодійної організації «Благодійний фонд «Безпечна Україна» (Київ).

## Наукова діяльність
2005 – 2009 рр. – аспірантура Національної академії державного управління при Президентові України (Київ).
2010 р. – захистив кандидатську дисертацію на тему «Взаємодія органів державної влади та інституцій громадянського суспільства в процесі реалізації євро інтеграційної політики України» (Харків).
01.09.2010 – 31.06.2012 рр. – доцент кафедри економічної теорії Національного університету державної податкової служби України (дисципліна «Макроекономіка») (Ірпінь).
16.11.2011 – 14.11.2014 рр. – докторантура Національної академії державного управління при Президентові України (Київ).
03.03.2016 – 30.11.2016 рр. – докторантура Класичного приватного університету (Запоріжжя).
30.11.2016 р. – захистив докторську дисертацію на тему «Державне регулювання процесів економічного розвитку в сфері суспільного відтворення: регіональний аспект» (Запоріжжя).
01.10.2016 – 30.06.2017 рр. – доцент кафедри управління проєктами в міському господарстві та будівництві Харківського національного університету міського господарства ім. О.М. Бекетова (Харків).
22.12.2017 –31.08.2018 рр. – доцент кафедри менеджменту Національного аерокосмічного університету ім. М.Є. Жуковського «Харківський авіаційний інститут» (Харків).
20.02.2019 – 30.06.2019 рр. – Харківський національний університет імені В. Н. Каразіна (Харків).
21.06.2019 – 26.06.2020 – професор кафедри економіки та менеджменту Інституту інноваційної освіти Київського національного університету будівництва і архітектури (Київ).
13.11.2019 – 30.06.2020 рр. – професор кафедри податкової політики Університету державної фіскальної служби України (Ірпінь).
01.09.2020 – 30.06.2021 рр. – професор кафедри Конституційного права Національного університету «Одеська юридична академія» (Одеса).
10.10.2022 – 01.01.2024 рр. – професор кафедри адміністративного та фінансового права Національного університету «Одеська юридична академія» (Одеса).
02.01.2024 р. – професор кафедри загальноправових дисциплін Херсонського факультету Одеського державного університету внутрішніх справ (Одеса).
22.02.2024 р. – виконуючий обов'язки керівника Одеського відділення Інженерної академії України (Постанова Президії Інженерної академії України № 109/3 від 22 лютого 2024 року).
28.03.2024 р. – гарант освітньо-професійної програми другого (магістерського) рівня вищої освіти «Публічне управління та адміністрування» за спеціальністю 281 «Публічне управління та адміністрування».